# Yoshimi Battles the Pink Robots
Yoshimi Battles the Pink Robots è il decimo album dei The Flaming Lips, pubblicato il 16 luglio 2002.

## Tracce
1. Fight Test – 4:14
2. One More Robot/Sympathy 3000-21 – 4:59
3. Yoshimi Battles the Pink Robots, Pt. 1 – 4:45
4. Yoshimi Battles the Pink Robots, Pt. 2 – 2:57
5. In the Morning of the Magicians – 6:18
6. Ego Tripping at the Gates of Hell – 4:34
7. Are You a Hypnotist?? – 4:44
8. It's Summertime (Throbbing Orange Pallbearers) – 4:20
9. Do You Realize?? – 3:32
10. All We Have Is Now – 3:53
11. Approaching Pavonis Mons by Balloon (Utopia Planitia) – 3:09

### DVD Edizione speciale
1. Fight Test – 4:12
2. One More Robot/Sympathy 3000-21 – 5:01
3. Yoshimi Battles the Pink Robots, Pt. 1 – 4:48
4. Yoshimi Battles the Pink Robots, Pt. 2 – 2:52
5. In the Morning of the Magicians – 6:25
6. Ego Tripping at the Gates of Hell – 4:25
7. Are You a Hypnotist?? – 4:50
8. It's Summertime – 5:45
9. Do You Realize?? – 3:32
10. All We Have Is Now – 3:53
11. Approaching Pavonis Mons by Balloon (Utopia Planitia) – 3:12

Tracce audio bonus nel DVD
1. Up Above the Daily Hum
2. Yoshimi Battles the Pink Robots, Pt. 1 (Japanese version)
3. If I Go Mad (Funeral in my Head)
4. Do You Realize?? Floating in Space Remix (Edit)
5. Yoshimi Battles the Pink Robots, Pt. 1 (AOL sessions)
6. Do You Realize?? (CD101 version)

Tracce video bonus nel DVD
1. Do You Realize?? (Mark Pellington version)
2. Do You Realize?? (Wayne Coyne * Bradley Beesley * George Salisbury version)
3. Making of the Do You Realize?? Video
4. Yoshimi Battles the Pink Robots, Pt. 1
5. Making of the Yoshimi Video
6. Fight Test
7. Phoebe Battles the Pink Robots
8. Christmas on Mars (Movie trailer)
9. Making of the Yoshimi DVD-A
10. Are You a Hypnotist?? (George's Photogenic Stimulation Theory #1134)

extra nel DVD
1. Yoshimi Battles the Pink Robots, Pt. 1 (Animated episode)
2. Fight Test (Animated episode)